# Lordiphosa mommai
Lordiphosa mommai är en tvåvingeart som först beskrevs av Hajimu Takada och Toyohi Okada 1960.  Lordiphosa mommai ingår i släktet Lordiphosa och familjen daggflugor. Inga underarter finns listade i Catalogue of Life.